# Millettia oblata
Espèce
Synonymes
- Millettia oblata subsp. oblata[1]

Millettia oblata est une espèce de plantes à fleurs de la famille des Fabaceae.

## Liste des sous-espèces
Selon Catalogue of Life (10 avril 2019) :
- sous-espèce Millettia oblata subsp. burttii
- sous-espèce Millettia oblata subsp. intermedia
- sous-espèce Millettia oblata subsp. oblata
- sous-espèce Millettia oblata subsp. stolzii
- sous-espèce Millettia oblata subsp. teitensis

Selon Tropicos (10 avril 2019) (Attention liste brute contenant possiblement des synonymes) :
- sous-espèce Millettia oblata subsp. burttii J.B. Gillett
- sous-espèce Millettia oblata subsp. intermedia J.B. Gillett
- sous-espèce Millettia oblata subsp. oblata
- sous-espèce Millettia oblata subsp. stolzii J.B. Gillett
- sous-espèce Millettia oblata subsp. teitensis J.B. Gillett

## Publication originale
- Journal of Botany, British and Foreign 49: 221. 1911.